# Svetinja (Jakšić)
Svetinja is een plaats in de gemeente Jakšić in de Kroatische provincie Požega-Slavonië. De plaats telt 68 inwoners (2001).